# Eupithecia constantina
Eupithecia constantina là một loài bướm đêm trong họ Geometridae.